# Forcipiger longirostris
El pez mariposa Forcipiger longirostris es un pez marino, de la familia de los Chaetodontidae.
Su nombre común en inglés es longnose butterflyfish, pez mariposa de nariz larga. Se diferencia de la otra especie del género, Forcipiger flavissimus, en que ésta tiene la nariz más corta, la apertura de la boca es diferente, el opérculo es más curvado, y no tiene los puntos negruzcos en el pecho de F. longirostris.

## Morfología
De cuerpo alto comprimido lateralmente. Su coloración es amarillo en el cuerpo, y tiene la mitad superior de la cabeza de color negro, la mitad inferior, la nariz y el vientre son nacarados. Las aletas son amarillas, y la cola, o aleta caudal, es blanca translúcida. También presenta un ocelo negro, situado en la parte superior de la aleta anal. Tiene una nariz prominente, de entre 3.56 y 4.32 cm, la más larga entre los peces de la familia. Algunos ejemplares tienen todo el cuerpo de color marrón oscuro.
Tiene entre 10 y 11 espinas dorsales, entre 24 y 28 radios blandos dorsales, 3 espinas anales y entre 17 y 20 radios blandos anales.
Alcanza los 22 cm de largo.

## Hábitat
En arrecifes coralinos exteriores y fondos rocosos, usualmente cerca de simas y cortados. Su rango de profundidad es entre 2 y 208 metros. Ocurren solos o en parejas.

## Distribución geográfica
Se distribuye en el océano Indo-Pacífico, desde Mozambique, en la costa este africana, hasta Hawái, y las islas Pitcairn. 
Es especie nativa de Australia; Bangladés; Birmania; Comoros; Islas Cook; Filipinas; Fiyi; Guam; Hawái; India; Indonesia; Japón; Kenia; Kiribati; Maldivas; Islas Marshall; Mauricio; Mayotte; Micronesia; Mozambique; Nauru; isla Navidad; Nueva Caledonia; Niue; Islas Marianas del Norte; Palaos; Papúa Nueva Guinea; Pitcairn;Polinesia; Reunión; Samoa; Seychelles; Islas Salomón; Somalia; Taiwán; Tanzania; Tailandia; Tokelau; Tonga; Tuvalu; Vanuatu; Vietnam; Wallis y Futuna y Yemen.

## Alimentación
Omnívoro, se nutre de gusanos tubícolas, pequeños crustáceos, copépodos y varias macroalgas. Su larga nariz le permite capturar presas en las rendijas de rocas y corales, que la mayoría de especies no pueden. 

## Reproducción
Son gonocóricos, de sexos separados, y no cambian de sexo. No presentan dimorfismo sexual. Son ovíparos y dispersores de huevos. Forman parejas durante el ciclo reproductivo y son monógamos.

## Galería

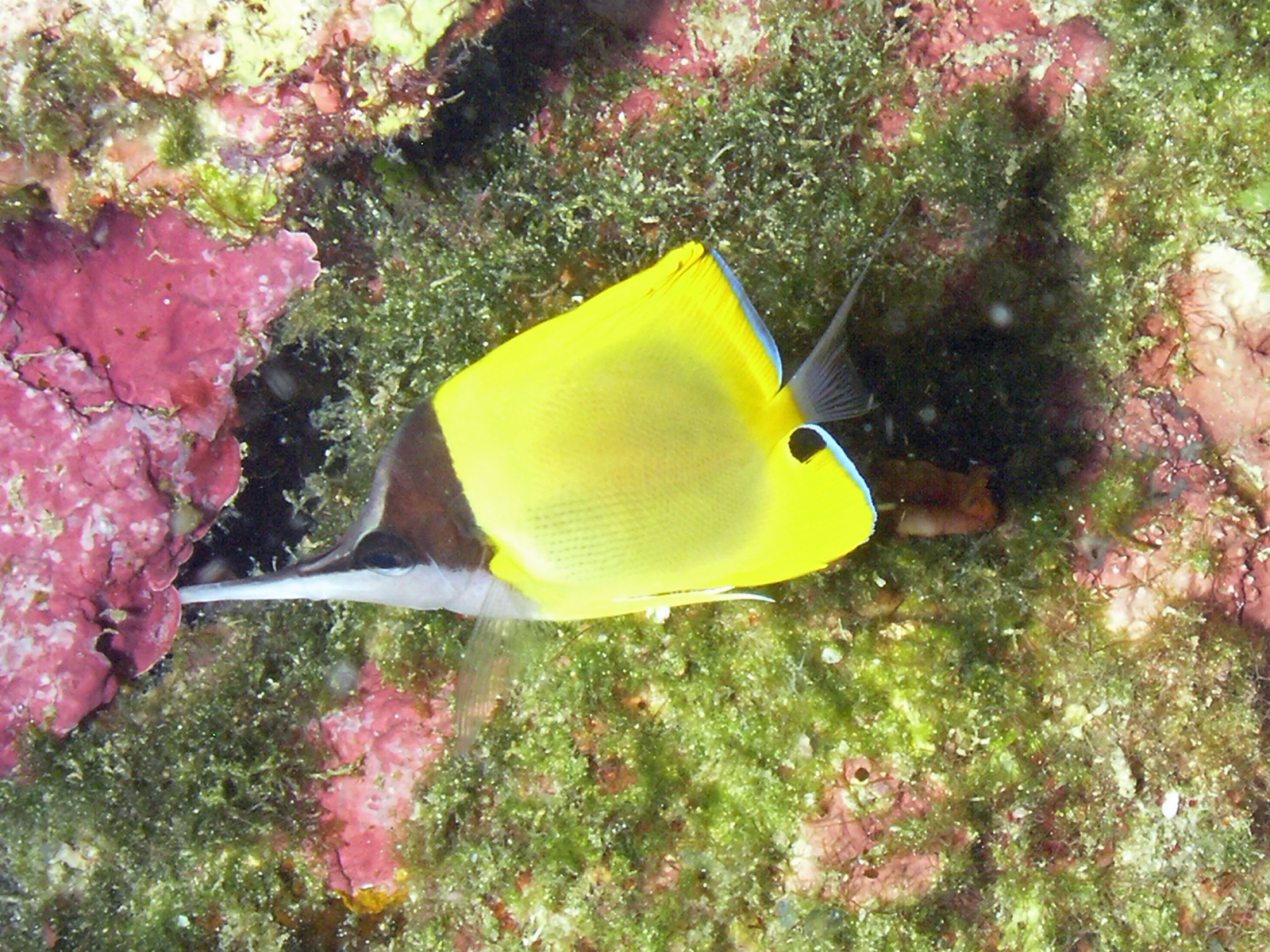
F. longirostris en el Parque Marino de Bunaken, Sulawesi, Indonesia
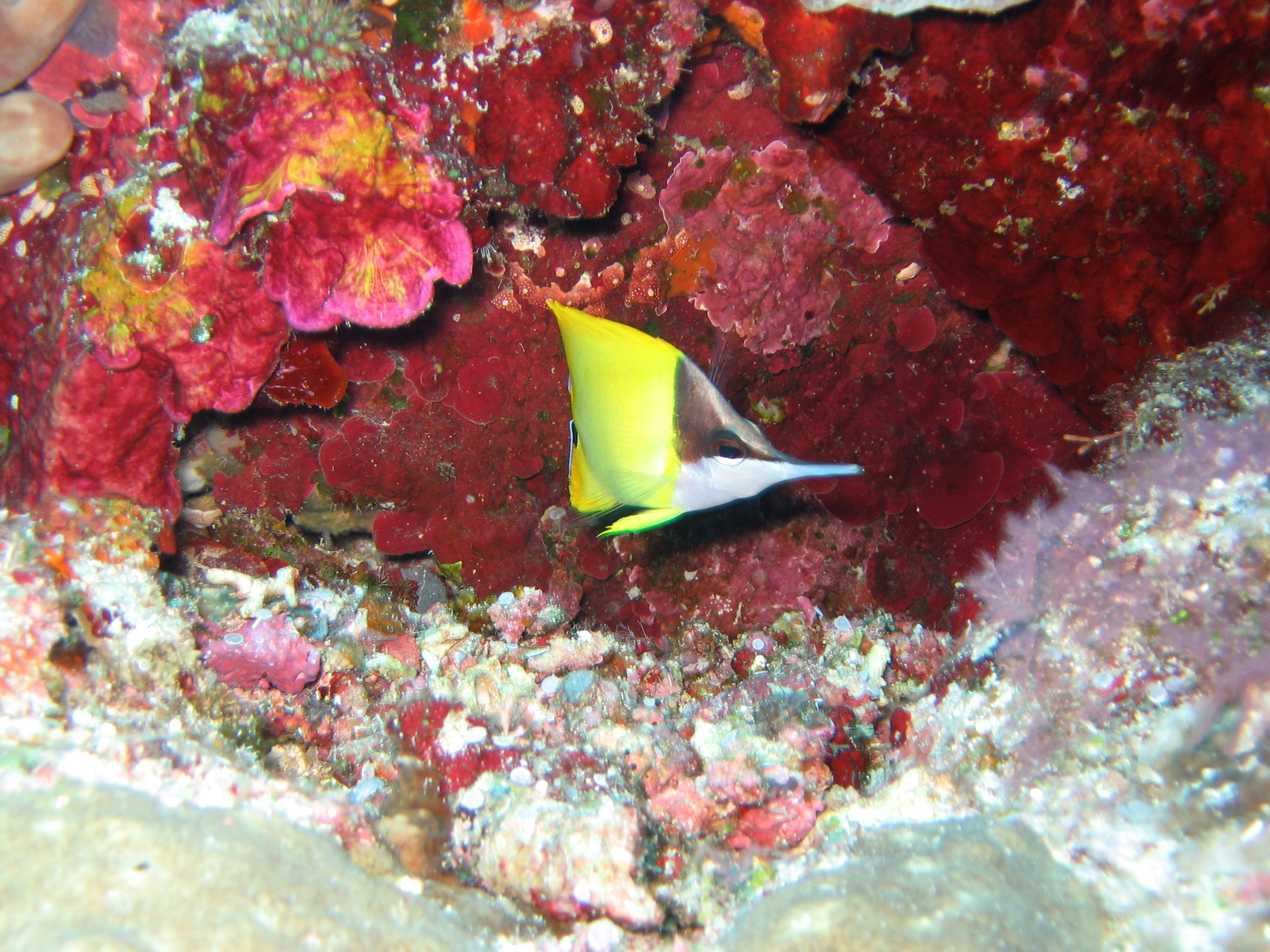
F. longirostris en Apo reef, Mindoro Occidental, Filipinas, 2013
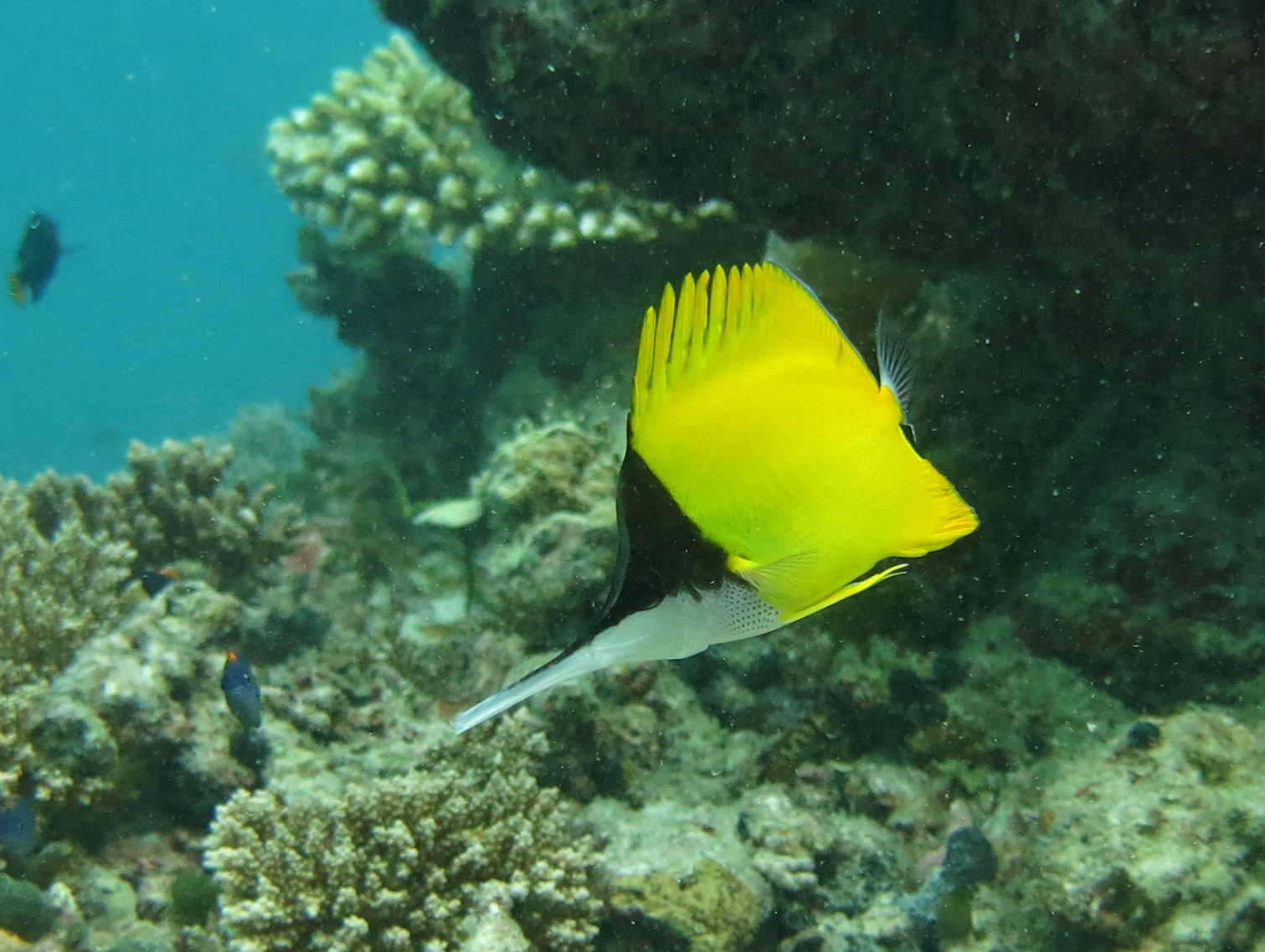
F. longirostris en el atolón Baa, Maldivas
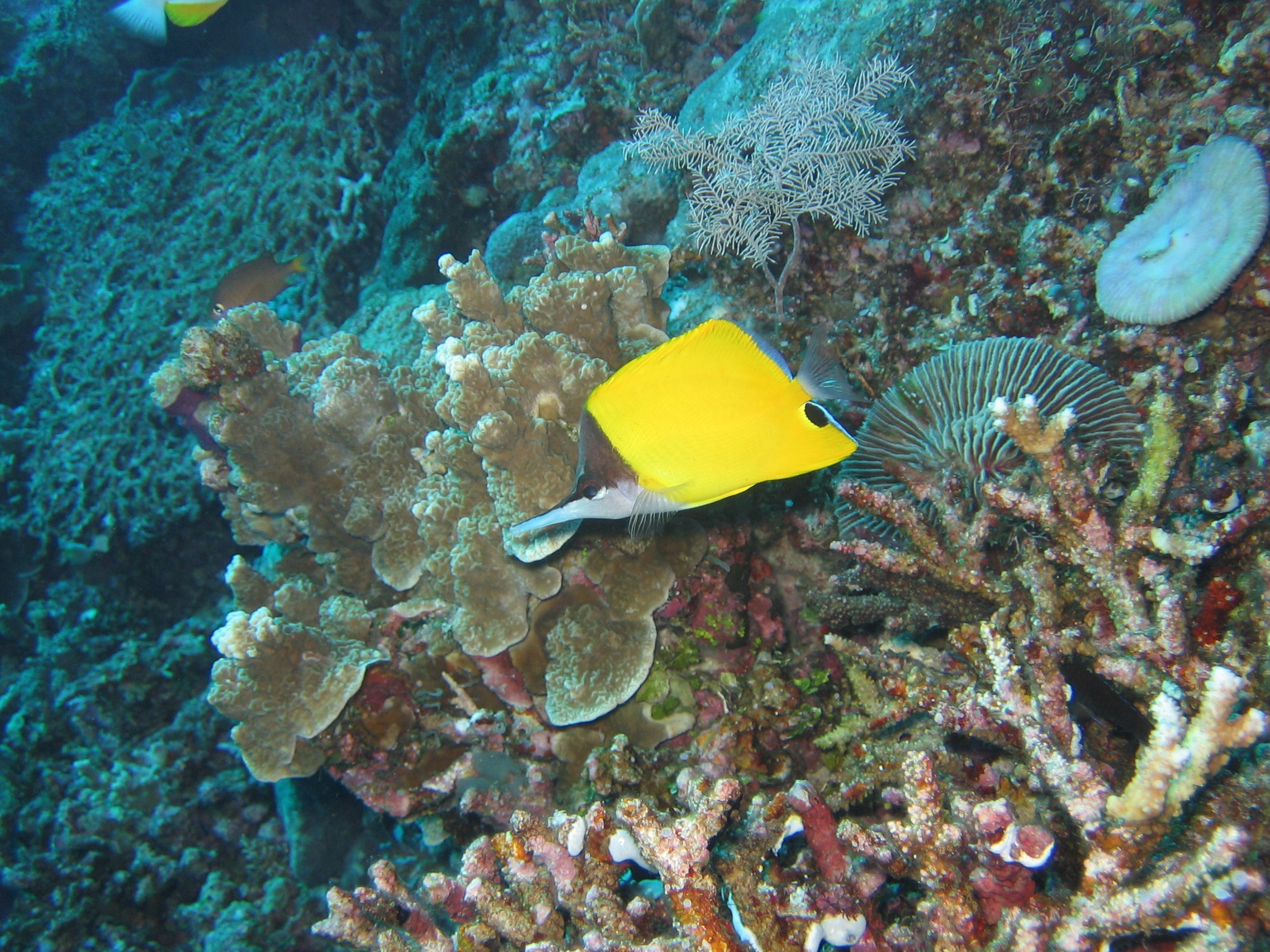
F. longirostris en Mindoro
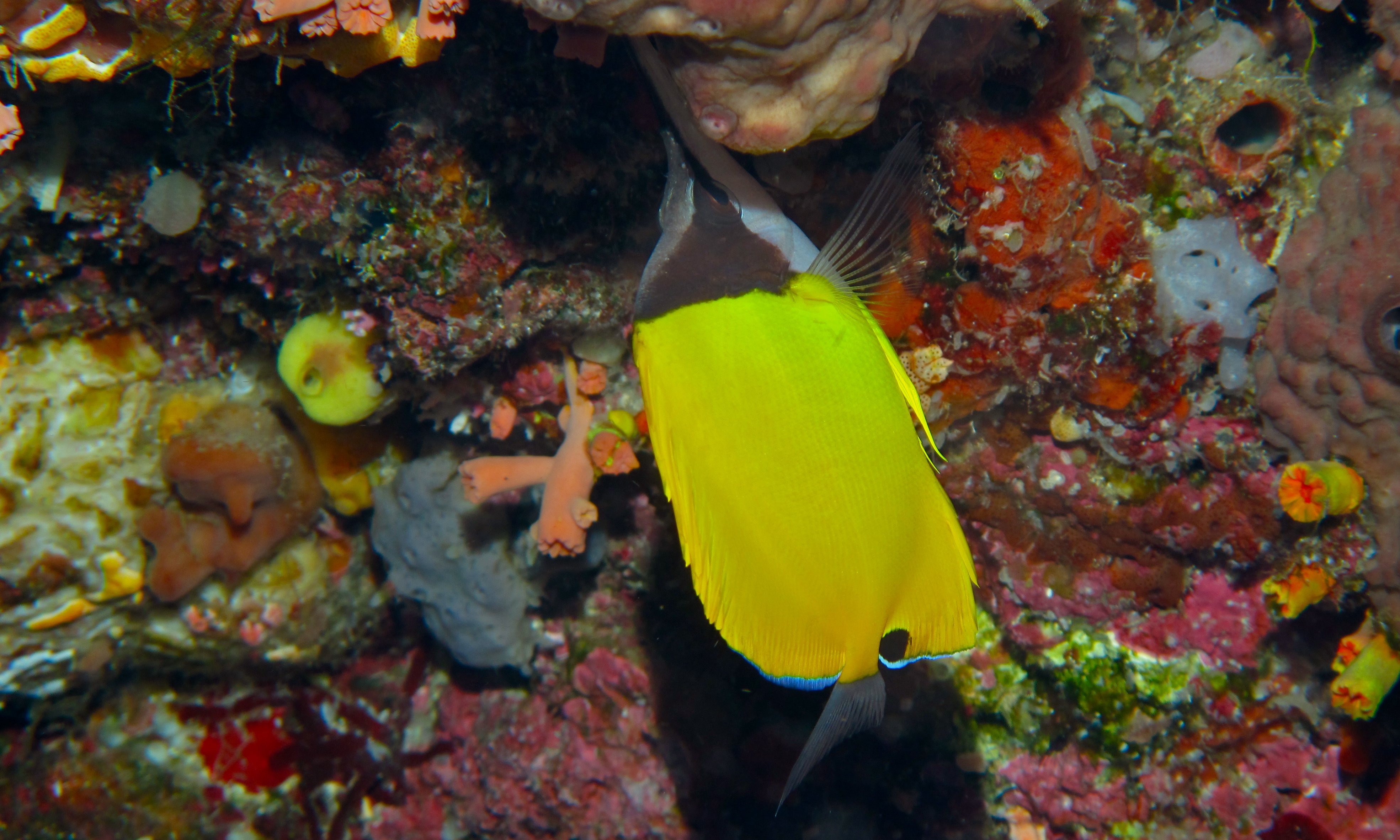
F. longirostris alimentándose en Bunaken, Sulawesi, Indonesia
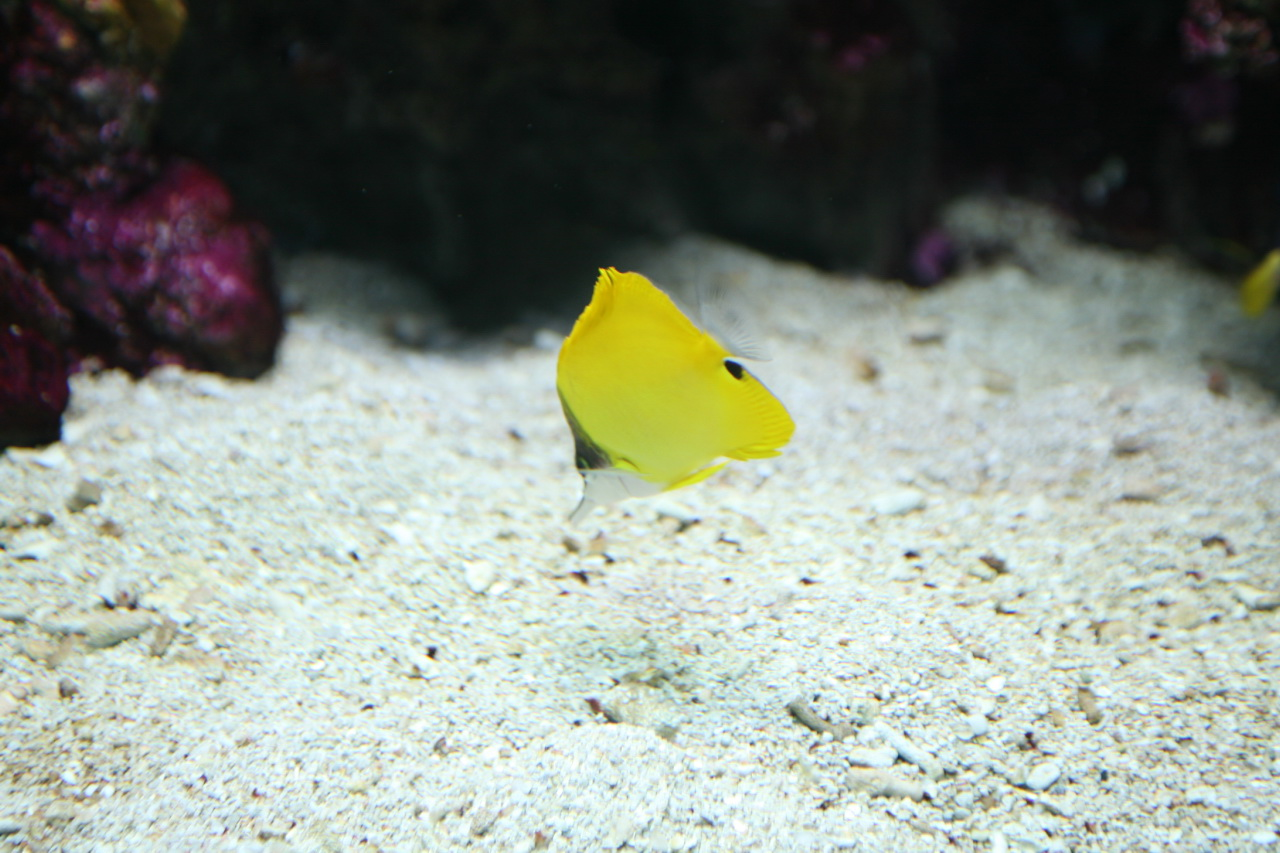
En el Acuario Nacional de Baltimore, EE.UU.
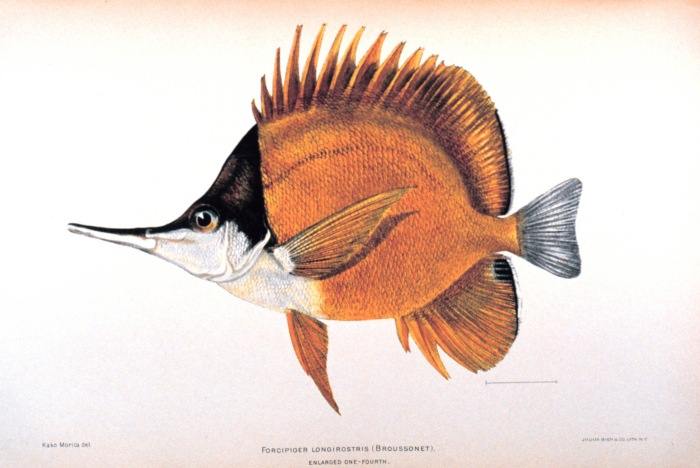
Ilustración de Forcipiger longirostris de 1909.
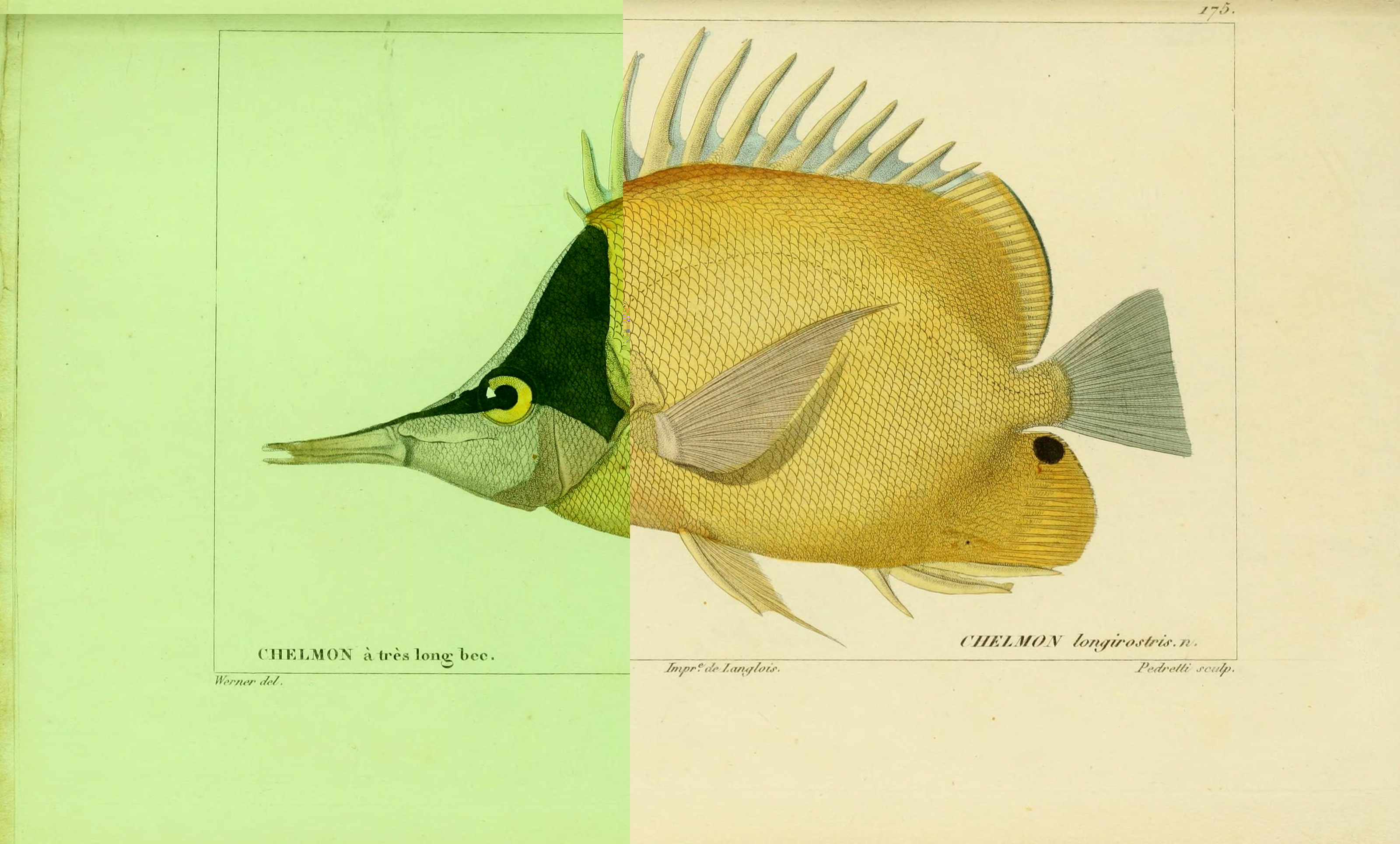
Ilustración de F. longirostris (sinonimia Chelmon longirostris), en Histoire naturelle des poissons, Cuvier et Valenciennes, 1828-1849